# Alexandru Athanasiu
Alexandru Athanasiu (Boekarest, 1 januari 1955), is een Roemeens politicus.

## Loopbaan
Alexandru Athanasiu volgde onderwijs aan de Gheorghe Lazărschool. Daarna studeerde hij rechten aan de Universiteit van Boekarest. Van 1979 tot 1982 was hij rechter bij het Tribunaal van Boekarest. Van 1982 tot 1990 assistent-docent aan de rechtenfaculteit; van 1992 tot 1993 was hij docent. Ook was hij wetenschappelijk secretaris van de Senaat van de Universiteit (1990-1996). Sinds 1999 is hij hoogleraar.

### Politieke carrière
Alexandru Athanasiu werd in 1991 lid van de Burgerlijke Alliantiepartij. Voor deze partij zat hij van 1992 tot 1996 in de Kamer van Afgevaardigden. Hij was voorzitter van de Kamercommissie van Arbeid en Sociale Zekerheid. In november 1996 was hij een van de oprichters van de Roemeense Sociaaldemocratische Partij (Partidul Social Democrat Român, PSDR). De PSDR was aangesloten bij de Roemeense Democratische Conventie (Convenția Democrată Română, CDR) Van 1996 tot 1999 was hij minister van Arbeid en Sociale Zekerheid onder de premiers Victor Ciorbea en Radu Vasile.
Van oktober 1999 tot juni 2001 was Athanasiu voorzitter van de PSDR.
Alexandru Athanasiu was van 13 december tot 22 december 1999 interim-premier van Roemenië. Tijdens zijn interim-premierschap bleef hij minister van Arbeid en Sociale Zekerheid. Hij werd als premier opgevolgd door de partijloze Mugur Isărescu.
In november 2000 werd Athanasiu voor de PSDR in de Senaat gekozen (tot 2003). Hij was ook vicevoorzitter van het Permanente Bureau van de Senaat.
Ofschoon de PSDR in het verleden samenwerkte met het CDR en de Democratische Partij (met vormde voor de parlementsverkiezingen van 1996 zelfs een verkiezingsalliantie, Sociaaldemocratische Unie), fuseerde de PSDR op 16 juni 2001 met de Partij van Sociaaldemocratie in Roemenië (Partidul Democraţiei Sociale din România) - een partij waar voorheen nauwelijks mee werd samengewerkr - van Adrien Năstase. De nieuwe partijnaam werd: Sociaaldemocratische Partij (Partidul Social Democrat).
Alexandru Athanasiu was van juni 2003 tot december 2004 minister van Onderwijs onder premier Adrien Athanasiu. In december 2004 werd Athanasiu opnieuw in de Senaat gekozen.
Van 1 januari tot 20 mei 2007 was hij lid van het Europees Parlement.